# كاثي هاموند
كاثي هاموند (بالإنجليزية: Kathy Hammond)‏ هي عداءة سريعة أمريكية، ولدت في 2 نوفمبر 1951 في ساكرامنتو في الولايات المتحدة.

## وصلات خارجية
- كاثي هاموند على موقع الاتحاد الأمريكي لسباقات المضمار والميدان (الإنجليزية)
- كاثي هاموند على موقع اللجنة الأولمبية الدولية (الإنجليزية)
- كاثي هاموند على موقع أوليمبيديا (الإنجليزية)